# Mexia (Teksas)
Mexia je grad u američkoj saveznoj državi Teksas. Prema popisu stanovništva iz 2010. u njemu je živjelo 7.459 stanovnika.